# Nazaire Dupuis
Nazaire Dupuis (Saint-Jacques-de-l'Achigan, 1er août 1844 - Montréal, 24 août 1876), était un commerçant canadien, fondateur du magasin montréalais Dupuis Frères. Il est aussi l'une des principales personnalités acadiennes du Québec.

## Biographie

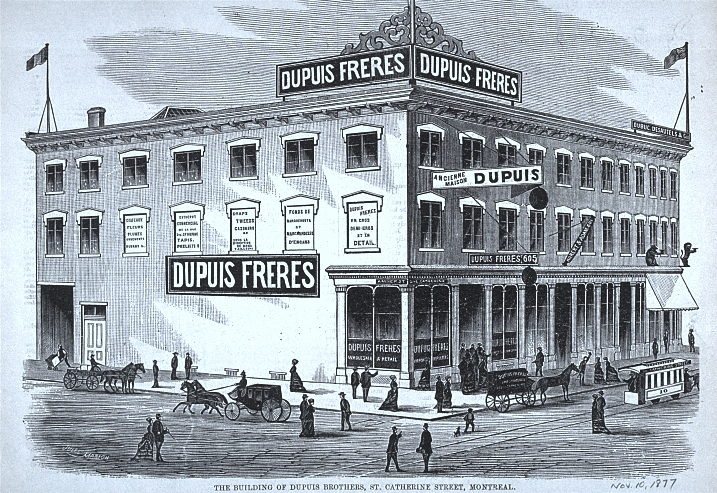
Le magasin Dupuis Frères en 1877.

Les parents de Nazaire Dupuis sont Joseph Dupuis, marchand, et Euphrasie Richard, une acadienne du Québec. Il est en effet né à Saint-Jacques-de-l'Achigan en 1843, un village fondé par des réfugiés de la Déportation en 1772 et qui est aujourd'hui l'un des principaux villages de l'Acadie du Québec. À la mort du père, en 1864, la famille déménagea à Montréal. Nazaire Dupuis fait ainsi partie de nombreux acadiens venus travailler ou même fonder des commerces à Montréal à l'époque . Après avoir été employé d'un magasin de la rue Saint-Paul pendant quatre ans, il lança sa propre entreprise en 1868, un magasin de nouveautés situé au coin des rues Sainte-Catherine et Montcalm, dans l'est de la Ville de Montréal. Le magasin occupait un immeuble de 7 mètres par 15 mais le succès l'amène à déménager peu de temps après dans un édifice plus grand sur Sainte-Catherine au coin d'Amherst.
Il parvint à intéresser plusieurs de ses frères à son commerce, qu'il appela Dupuis Frères en 1870. Malgré la crise économique de 1872, son entreprise continua à prospérer. Il voyage cinq fois en Europe afin de créer des contacts profitables, notamment en Angleterre.
À la demande de Pascal Poirier, il s'est porté à la défense de la cause acadienne en 1876. Il organisa de grandes assemblées avec le révérend Lory pour collecter des fonds afin de payer les frais du procès de l'Affaire Louis Mailloux.
Nazaire Dupuis épousa Alphonsine Saint-Onge en 1870 à Montréal. Ils eurent plusieurs enfants. Nazaire Dupuis décéda en 1876 à Montréal à l'âge de 34 ou 35 ans. Sa sépulture est située dans le Cimetière Notre-Dame-des-Neiges, à Montréal.